# 2シーズン制
2シーズン制あるいは2ステージ制は、スポーツ競技のリーグ戦を年間で2回の時期（シーズン）に分けてして実施し、2回のシーズン成績をもとに年間優勝者（チーム）を決める制度である。「前期後期制」とも称する。英語では "Split season" と称する。

## 概要
通常、スポーツ競技の年間スケジュールでは開幕から閉幕までを1つのシーズンとして成績を争うが、開幕と閉幕を年間で2度実施し、2度のシーズンの成績で年間成績で争う方式にしたものが2シーズン制である。それぞれのシーズンでの優勝者は、優勝決定戦（プレーオフなど）で優勝を争う。
なお同一チームが2回のシーズンでともに制覇した場合、優勝決定戦は行わず該当チームを優勝とするケースや、2位チームと優勝決定戦を実施するケースなどがある。

### メリット
- いわゆる「優勝争い」が年間で2度発生し、年間における山場（盛り上がるシーン）が増え、リーグにとってポジティブな露出が増える[1][2]。
- シーズンの最後に優勝決定戦が行われることにより、年間チャンピオンの決定がわかりやすくなる[2]。
- 前期で出遅れた場合でも、後期に巻き返すことによって、優勝のチャンスがある。

### デメリット
- 2シーズンでの総合成績（通年成績）が1位でも、優勝決定戦に出られない場合が生じる。逆に、2シーズンでの総合成績（通年成績）が中位以下でも、年間チャンピオンになる可能性が生じ、公平性が損なわれる[2]。
- 優勝争いの機会と同時に、消化試合も増える可能性が高まる[1]。場合によっては、前期の未消化試合が年間チャンピオン決定後に開催されることもある。
- 前期優勝チームが後期シーズンに臨むモチベーションを見いだしにくくなる[1][2]。

## 主な実施例
各国のスポーツにおいて、2シーズン制が実施された例を挙げる。

### 野球

#### メジャーリーグベースボール
メジャーリーグベースボール (MLB) では1981年に実施された。この年はシーズン途中に選手会が50日間に及ぶストライキを決行し、シーズンが同年6月12日から8月8日まで57日間中断されたこともあり、開幕から中断直前の6月11日までを前期、中断明けの8月10日から閉幕までを後期とし、地区優勝決定戦（ディビジョンシリーズ）を実施した。

#### 日本プロ野球
日本プロ野球 (NPB) では、1937年と1938年および、1973年から1982年の2度、2シーズン制が実施されていた。
- 1リーグだった1937年と1938年はシーズンを春季と秋季に分け、春季優勝チームと秋季優勝チームによる優勝決定戦が7回戦制で実施された。ただし、通算の優勝回数にカウントされているのは春季優勝と秋季優勝のみで、シーズン優勝はカウントされていない。
- 1973年から1982年はパシフィック・リーグのみ実施された。当時130試合制で実施されていたシーズンを65試合ずつの前期と後期に分け、前期優勝チームと後期優勝チームが5回戦制のプレーオフを実施した。なお、前後期とも同一チームが優勝した場合は実施されなかった。理論上、年間総合で4位でも優勝する可能性があるが、この制度だった10年間で優勝したチームの年間総合順位は3位以内であった[3]。

この他、二軍でもウエスタン・リーグが2003年と2004年の2年間実施していた。
また、パシフィック・リーグは変則的な2シーズン制として、1952年に7チーム18回総当り戦の後、上位4チームによる4回総当り戦が実施されていた。全チーム参加する予選リーグが前期、上位チームだけ参加する決勝リーグが後期に相当していたが、決勝（後期）リーグ進出チームの通算成績は予選（前期）・決勝（後期）通算で決定した。
独立リーグにおいては、四国アイランドリーグplusが2006年から、BCリーグが2008年からそれぞれ2シーズン制でリーグ戦をおこなった。しかし両リーグとも、2020年については日程の変更に伴い、1シーズン制で実施。アイランドリーグは2021年から2シーズン制に復帰したのに対し、BCリーグは1シーズン制を継続している。2009年発足の初代関西独立リーグは初年度より2シーズン制を採用した。2014年発足の2代目関西独立リーグ（さわかみ関西独立リーグ）は2015年に2シーズン制を導入したが、2016年以降は再び1シーズン制に戻っている。また日本女子プロ野球機構も2012年までは、2シーズン制（年間40-60試合を半分ずつに区切る）で争う方式を取っていた。2023年開始の日本海リーグは、初年度にリーグ戦40試合を15試合・15試合・10試合の「ターム」に区分して、各タームの勝率トップチームに1ポイントを付与、合計ポイントの多いチームを優勝とする複数ステージ制を導入した。2024年は1シーズン制で公式戦を実施したが、2025年は前後期2シーズン制で開催する。

#### 韓国プロ野球
韓国プロ野球では、1982年から1988年まで実施されていた。
- 1984年までは日本のパリーグで実施されていた方式（前述）と同一だった。
- 1985年は前期・後期制覇チームのいずれも通算1位でない場合、前期優勝チームと後期優勝チームがプレーオフを行い、勝利チームと通算1位チームが韓国シリーズを戦う方式に改定された。この年までは前後期とも同一チームが優勝した場合（1985年は前後期・勝率のいずれもが1位となった場合）、韓国シリーズは実施されず、そのチームがリーグ総合優勝となった。
- 1986年からは前期・後期両方で2位以上であれば韓国シリーズ直行で、前期・後期どちらかのみで2位以上のチームはプレーオフ（1位・2位たすき掛け）で出場枠を争う方式に再改定された。

#### 中華職業棒球大聯盟
台湾プロ野球の中華職業棒球大聯盟では2000年から実施されている。
- 2004年までは前期・後期制覇チームにより7回戦制の決勝戦を実施した。前期・後期を同じチームが制覇した場合、そのチームは1勝のアドバンテージを得て、年間勝率2位チームと対戦した。
- 2005年からは前期・後期制覇チームのうち通算1位ではないチームと他方の最高勝率チームのプレーオフを行い、その勝者が通算1位チームと台湾シリーズで対戦する。前期・後期を同じチームが制覇した場合は他方の勝率2位チームが繰り上げ出場する。

### サッカー

#### Jリーグ
Jリーグでは、1993年から1995年、1997年から2003年までと2015年から2016年まで2ステージ制を実施していた。
- 1995年までは第1ステージと第2ステージ優勝クラブが同一の場合でも、それぞれのステージの2位クラブ同士によるプレーオフの勝利クラブ（2位も同じならそのクラブ）とチャンピオンシップを戦う規則であったが、実際にはこの期間中に2ステージとも優勝した例は無かったため、ステージ優勝していないクラブがチャンピオンシップに出場したことは無かった。
- 1997年からは第1ステージと第2ステージ優勝クラブが同一の場合は、自動的にそのクラブが年間王者となるように改められた。
- 2015年と2016年は2ステージ制+ポストシーズン（年間勝ち点1位クラブが「チャンピオンシップ・ファイナル」に進出。それ以外の各ステージの優勝クラブ（ただしステージ1位のクラブがJ2降格となる場合は出場不可）が年間勝ち点2位、3位とそれぞれ対戦する「チャンピオンシップ1・2回戦」を行い、この勝利クラブが「チャンピオンシップ・ファイナル」に駒を進める）の併用方式を採用した。

#### 日本フットボールリーグ
日本フットボールリーグ (JFL) ではシーズンの全体の総当たりを、1999年のみ前中後期（3回戦総当たり）、2000年から2011年まで（1回戦総当たりだった2002年は除く）は前後期（2回戦総当たり）に分けて開催されていたが、これは、天皇杯のシード権獲得クラブ決定のためであり、年間順位はシーズン通しての成績で決定されていた。
2014年から再び2ステージ制となったが、2011年までとは異なり、年間全26節を13節に区切り、それぞれのステージ別順位を定め、1位が異なる場合はホーム・アンド・アウェー方式によるチャンピオンシップ（決勝戦）を行う。3位以下の通年順位は前後期の合計による。
なお、2012年と2013年は通年制だった（天皇杯のシード枠は従前同様前半戦終了時の1位クラブ）。
2019年から再び通年制になりチャンピオンシップは廃止された。

#### Fリーグ
日本フットサルリーグでは2013年-2014年シーズンのみ2ステージ制を採用した。これまでは1シーズン3回総当たり（ホーム・アンド・アウェーで各1回ずつ、もう1回はセントラル方式＜中立地集結型＞か、どちらかのホームタウンでもう1試合）としていたが、2ステージ制の採用により年間の総当たり回数を1回追加して4回（ホーム・アウェー各2回ずつ。ただし年間12試合のセントラル方式が含まれる）とした。
決勝トーナメントは各ステージ1位クラブ同士の直接対決ではなく、各ステージそれぞれの18節終了時点での成績をポイントとして置き換え、その獲得ポイント上位の4クラブによるステップラダー方式（1位は決勝、2位は準決勝にそれぞれシード。3位と4位で1回戦を行う）のトーナメントであった。

#### Kリーグ
Kリーグでは2004年から2006年まで実施されていた。前期・後期制覇チームに、それ以外のチームでの年間通算成績上位2チーム（ワイルドカード）を加えた4チームがプレーオフに進んでいた。

#### アルゼンチンプリメーラ・ディビジョン
アルゼンチン1部リーグ「プリメーラディビジョン」では1991年/1992年シーズンから年間2回総当りを「アペルトゥラ」（前期）と「クラウスラ」（後期）の2ステージ・それぞれ1回ずつ総当りのリーグ戦で優勝を争っている。2011年/2012年シーズンまでは優勝クラブが異なった場合であっても年間決勝戦は行わず、それぞれのステージの優勝クラブ+それ以外のクラブで年間の総合勝ち点上位3位までにコパ・リベルタドーレスの次のシーズンの出場権が与えられる仕組みだった。
2012年/2013年のシーズン以後は前期を「イニシアール」、後期を「フィナール」とそれぞれ称し、それぞれのステージ1位が異なる場合、後期修了後に年間総合優勝をかけた決勝戦「フィナール・カンピオナート」をセントラル開催（中立地一発勝負）で行う。3位以下（前後期が同じ場合は全クラブ）の順位は前後期の通算で決定する。

### バスケットボール

#### フィリピンプロバスケットボール
フィリピンプロバスケットボールでは2004-05シーズンから実施されている。前期はフィリピン・カップと呼ばれ、フィリピン人選手のみが出場選手登録できる。後期はフィエスタ・カンファレンスと呼ばれ、外国人選手の登録が認められる。他のプロリーグでの2シーズン制とは異なり、年間王座決定戦は行われない。